# Châteauneuf (Saône-et-Loire)
Châteauneuf település Franciaországban, Saône-et-Loire megyében. Lakosainak száma 89 fő (2022. január 1.). Châteauneuf Saint-Maurice-lès-Châteauneuf, Saint-Martin-de-Lixy és Tancon községekkel határos.

## Népesség
A település népességének változása:
| Lakosok száma | 116  | 110  | 109  | 104  | 98   | 93   | 91   | 89   |
|               | 2013 | 2015 | 2017 | 2018 | 2019 | 2020 | 2021 | 2022 |